# نادي كيوتو سانغا
نادي كيوتو سانغا لكرة القدم (باليابانية: 京都サンガF.C) هو نادي كرة قدم ياباني تأسس عام 1922 مركزه مدينة كيوتو.

## أهم اللاعبين الذين لعبوا للعين خلال تاريخه
- نيد زيليتش
- ويلفريد سانو
- بالتازار ماريا دي مورايس
- باولو سيلاس
- دانيل سانابريا

## وصلات خارجية
- الموقع الرسمي للنادي